# DL1000型十噸級調動機
臺鐵DL1000型調動機是臺灣鐵路管理局使用的一種10噸級調動機，數量達44輛為調動機中數量最多者。

## 簡介
過去隨著臺鐵貨運量的增加，人力調車的方式已不再可行，讓貨運列車頻繁調車也相當費時；故臺鐵約自1960年前後從日本與台灣購入調動機:87，並配置於辦理貨運業務的車站協助調度貨車，其中以DL1000型數量最多。後來隨著道路運輸的盛行，臺鐵貨運量逐漸減少，DL1000型也逐漸老舊，時至今日僅存少數車站仍在使用，其餘則陸續停用報廢、解體或是靜態保存。
另外，臺鐵將DL1000型調動機歸納為「机械」:218，即配置地點所使用的設備，並僅限於該地點內之路線使用，不同於可在正線上營運的「車輛」。所以DL1000型雖然有形式與編號，但實際上並未納入車籍中，也因此DL1000型的資料紀錄不足且雜亂：例如臺鐵就出現了兩輛DL1001:89，其中一輛使用連桿（Coupling rod）傳動的舊型DL1001應已報廢解體，而另一輛較新型的DL1001則保存於彰化機務段內。

## 規格

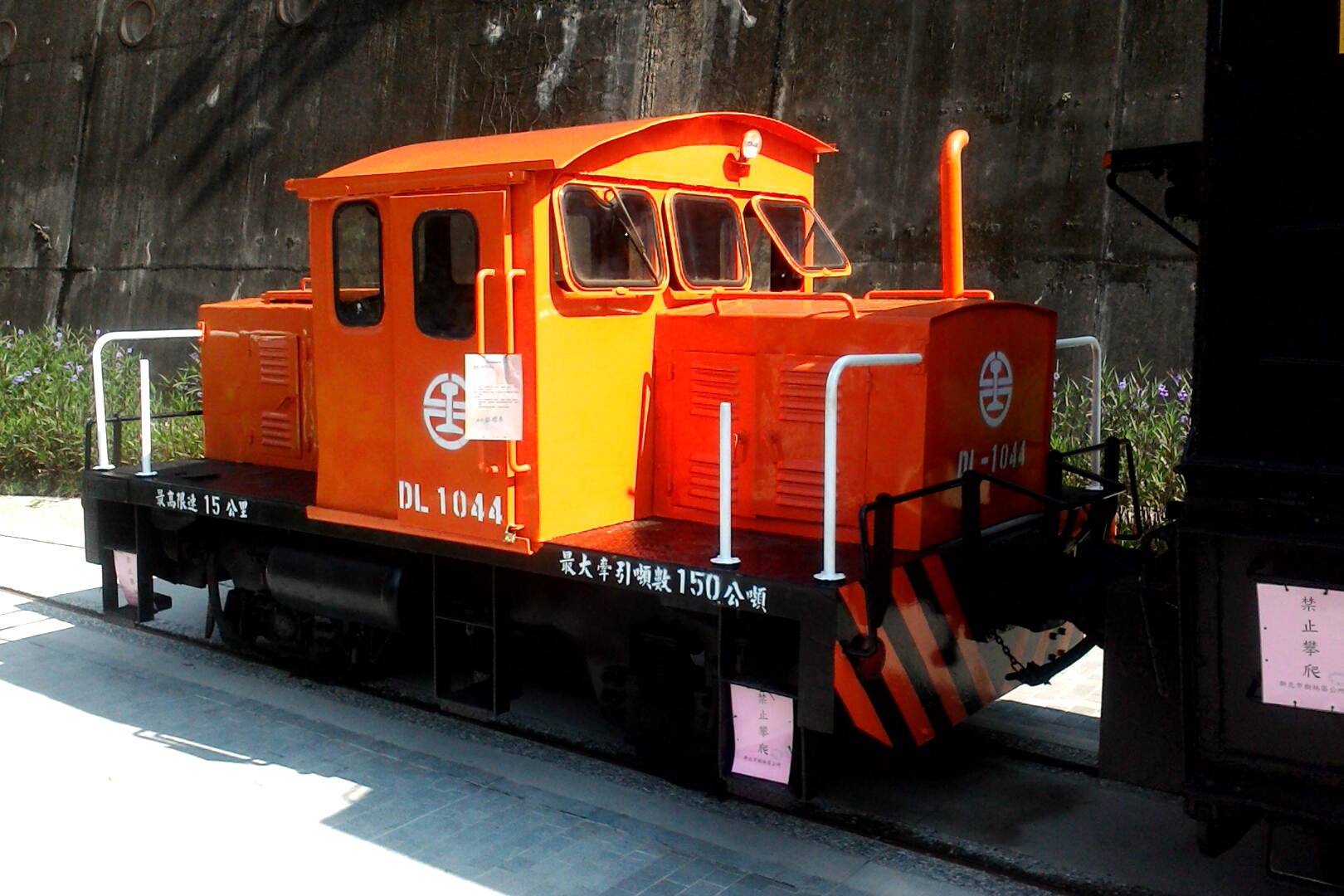
保存於山佳鐵道公園的DL1044

以DL1044為例
- 製造：臺灣北晟重機
- 車長：4,200 mm（不含連結器）
- 車寬：2,400 mm
- 車高：2,620 mm
- 軸距：2,200 mm
- 引擎：日野DS50A型柴油引擎

## 事故
2001年3月12日，DL1025於豐原車站調度數節載有鋼軌的平車，但調車時因各項疏失，加上地形緣故，使DL1025與平車向南溜逸，在採取緊急調度後，列車溜逸至台中車站的拖上線，並撞上位於民生路旁的止衝擋而翻覆，DL1025也因此報廢。

## 保存車輛
- DL1001、1033：彰化機務段內，車號有誤。
- DL1017：舊草嶺隧道北口停車場。
- DL1018：潮州基地鐵道文化園區。
- DL1023：內灣親水公園內，車號誤植為DL-1033。
- DL1024、1036～1037、1042：國家鐵道博物館籌備處[8]。
- DL1027：福隆車站旁，目前誤植為DL1017。
- DL1043：舊打狗驛故事館。
- DL1044：配合百年歷史的山佳舊車站修復完畢，一旁的鐵道公園展示車輛經地方商議後，決定展示與當地煤礦開採史最有關聯的DL1044調動機及35H1304煤斗車[9][10]。

## 配屬車站
| 配屬車站 | DL1014：斗六站 DL1030：烏日站 DL1032：二結站 DL1038：和平站 DL1039：漢本站 |

## 外部連結
- （繁體中文）時光土場：山佳鐵道公園新亮點─煤車運送到著 （页面存档备份，存于）